# Príbovce
Príbovce este o comună slovacă, aflată în districtul Martin din regiunea Žilina. Localitatea se află la altitudinea de 422 m deasupra n.m., se întinde pe o suprafață de 5,971 km2 și în 2017 număra 1.088 de locuitori. Se învecinează cu comuna Benice.

## Istoric
Localitatea Príbovce este atestată documentar din 1230.

## Demografie
| An:                | 1994 | 2004   | 2014   | 2024   |
| ------------------ | ---- | ------ | ------ | ------ |
| Număr de persoane: | 972  | 1058   | 1084   | 1098   |
| Diferență:         |      | +8,84% | +2,45% | +1,29% |

| An:                | 2023 | 2024   |
| ------------------ | ---- | ------ |
| Număr de persoane: | 1093 | 1098   |
| Diferență:         |      | +0,45% |